# Gil Blas (boek)

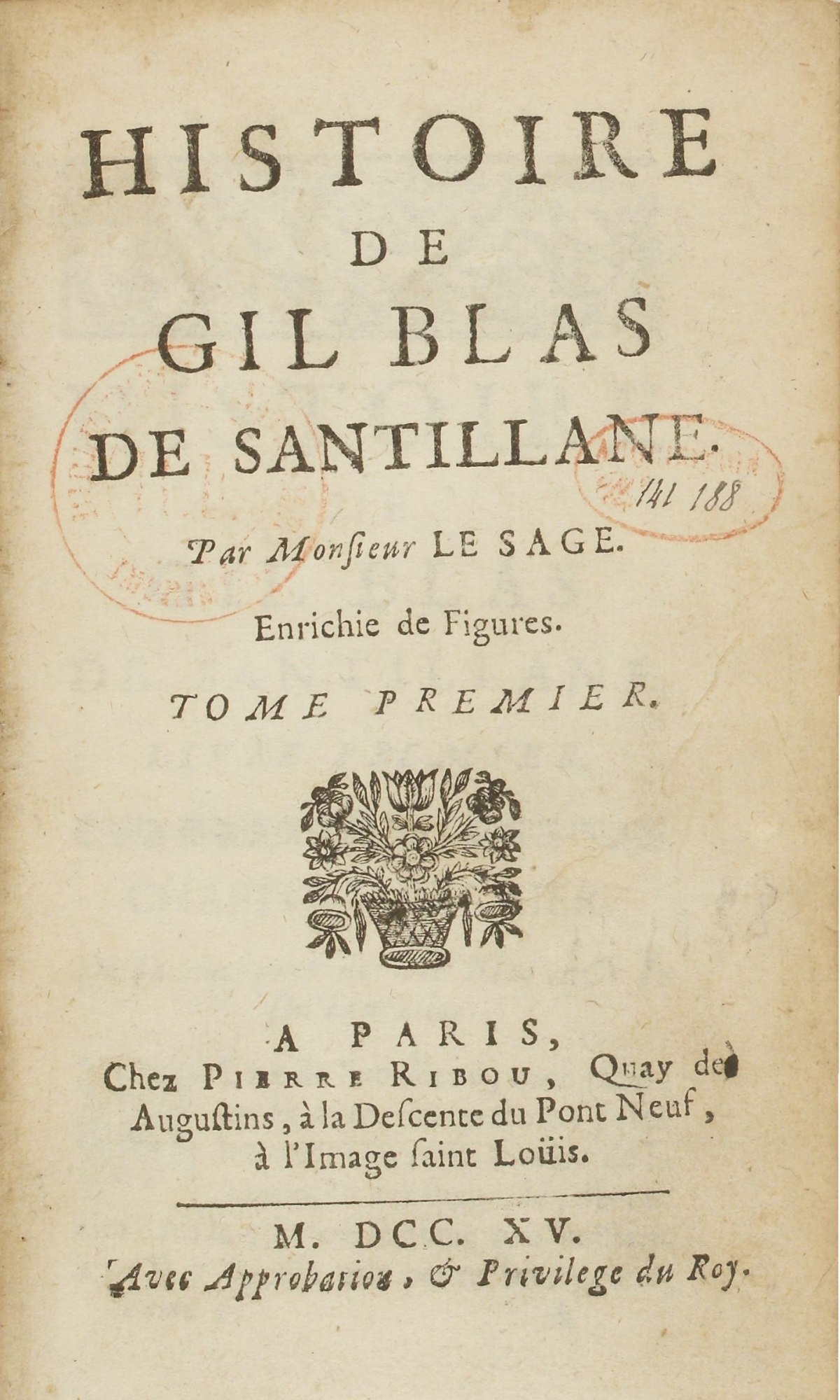
Gil Blas deel 1715

Gil Blas (Frans: L'Histoire de Gil Blas de Santillane) is een schelmenroman van Alain-René Lesage. Na de uitgave aan het begin van de 18e eeuw (~1715-1735) werd het in vele talen vertaald.

## Beschrijving
De verschillende delen van Gil Blas werden achtereenvolgens uitgegeven: delen 1 – 6 in 1715, delen 7 – 9 in 1724 en delen 10 – 12 in 1735.
Het boek werd meerdere malen in het Nederlands vertaald: De Zonderlinge Lotgevallen Van Gil Blas Van Santillano: 1716 deel 1 en 2, 1725 deel 3, 1736 deel 4, 1756 deel 2 (J. Roman), 1817 jeugduitgave (Kinderling),  1875 (T.H.), 1906, 1916, 2013, 2016.
De originele uitgave omvatte 12 boeken met in totaal 133 hoofdstukken. De roman is geschreven in de ik-persoon, Gil Blas de Santallane vertelt zijn belevenissen, observeerde de wereld waarin hij leeft en geeft commentaar op een humoristische en kernachtige manier.

## Plot
Blas de Santillano en zijn vrouw zijn koetsier en kamermeisje, ze waren arm en kunnen hun zoon Gil Blas geen goede opvoeding bieden. Gelukkig is er een oom, de kanunnik Gil Perez, die hem laat leren. Later wordt hij doorgestuurd naar dokter Godinez die hem een universitaire vooropleiding geeft. Hij besluit op zeventienjarige
leeftijd naar de Universiteit van Salamanca te gaan. Na allerlei verwikkelingen met bedriegers, dieven en rovers wordt hij gevangen gehouden in een rovershol. Hij wordt bevorderd tot lid en krijgt mooie kleding van een edelman. Na lange tijd en een overval en moordpartij op een koets slaagt hij erin samen met een gegijzelde dame (dona Mencia de Mosquera)  te ontsnappen, maar belandt daarna in de gevangenis.
Hij wordt bediende van allerlei werkgevers. Zo ontmoet hij veel mensen, waaronder herbergiers, corrupte ambtenaren, jonge en rijke oude mannen, dienstmeisjes, actrices en mooie dames. Hij geeft met plezier commentaar op alle sociale lagen en is de sympathieke schurk die altijd openhartig is ook over zijn beweegredenen en vele fouten.
Na zijn huwelijk met Antonia en haar dood en hun zoon Alphonse maakt hij kennis met de berooide edelvrouw Dorothy. Hij trouwt met haar en zij krijgen twee kinderen. Hij werkt hard en blijft eerlijk, krijgt een belangrijke positie aan het hof en gaat uiteindelijk met pensioen en kan dan van zijn oude dag genieten.

### Eind Goed
Il y a de cela trois ans, ami lecteur, que je mène une vie délicieuse avec des personnes si chères. Pour comble de satisfaction, le ciel a daigné m’accorder deux enfants, dont l’éducation va devenir l’amusement de mes vieux jours, et dont je crois pieusement être le père.
(Beste lezer, het is nu drie jaar geleden: ik heb een heerlijk leven geleid met dierbare mensen. Om mijn voldoening compleet te maken, heeft de hemel zich verwaardigd mij twee kinderen te schenken, van wie de opvoeding het vermaak van mijn oude dag zal worden en van wie ik vroom geloof dat ik de vader ben.)
De gehele roman (Frans) is te lezen op Wikisource.

## Illustraties

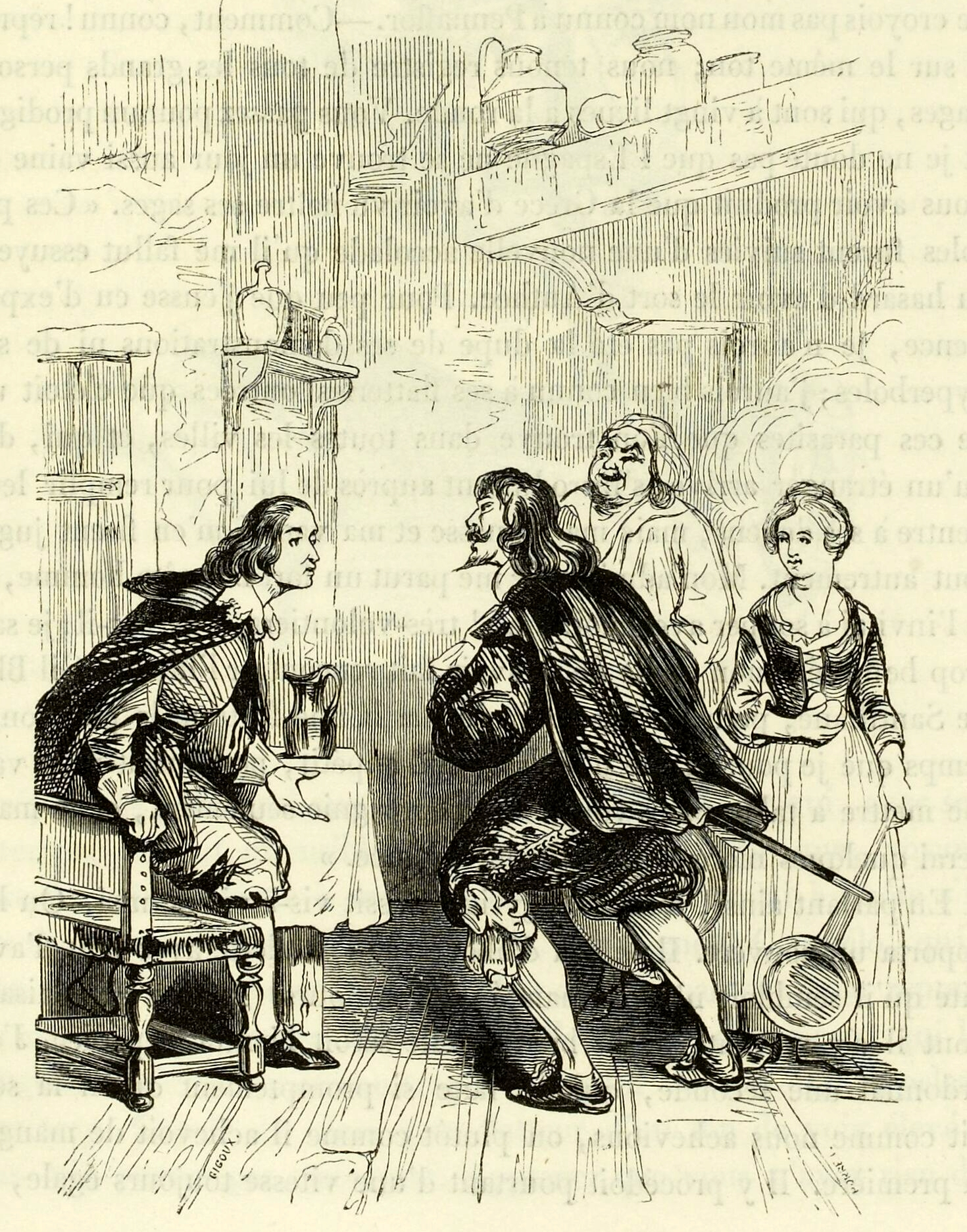
De vleiende oplichter, boek 1 hfst 2
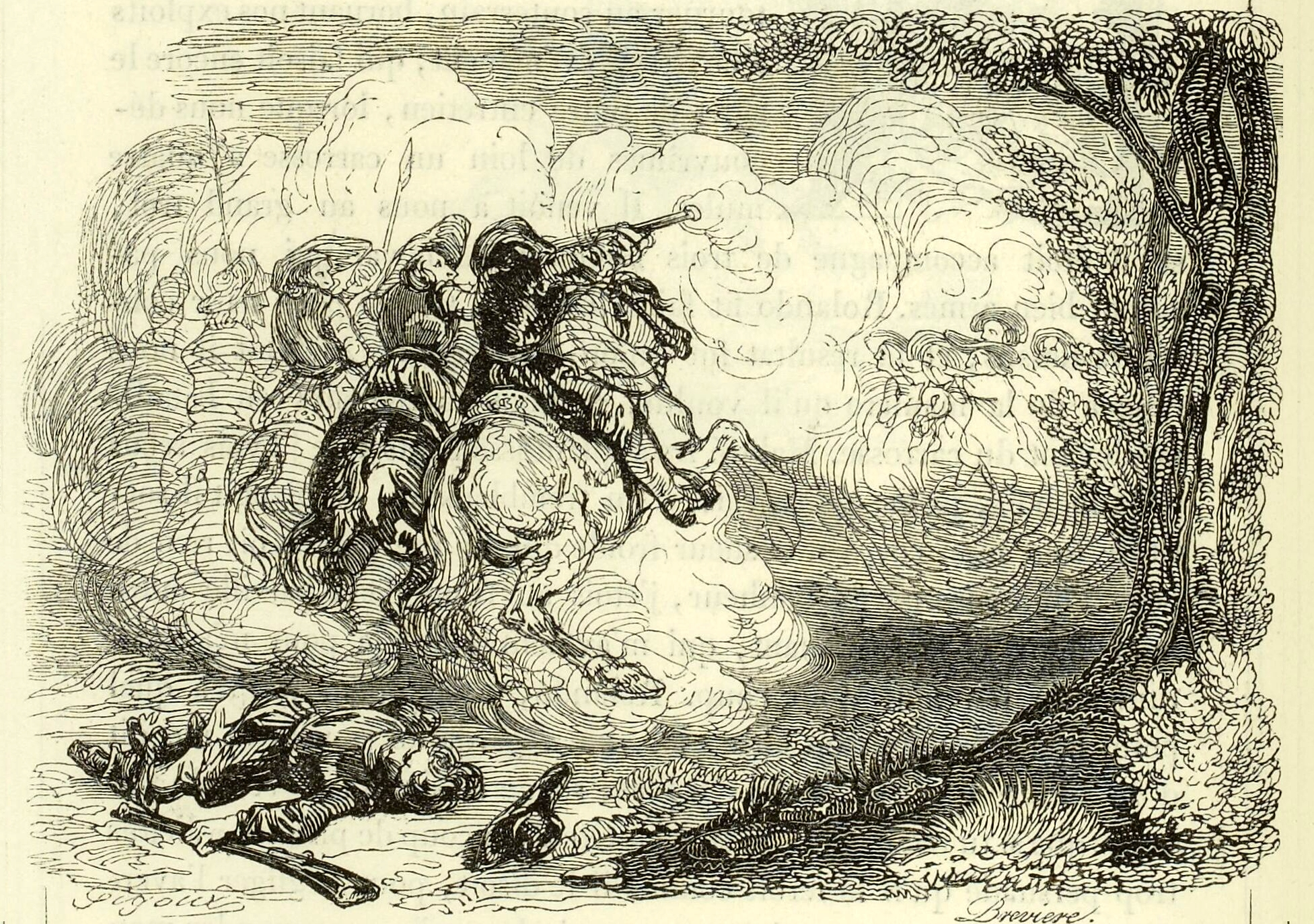
De overval op de koets
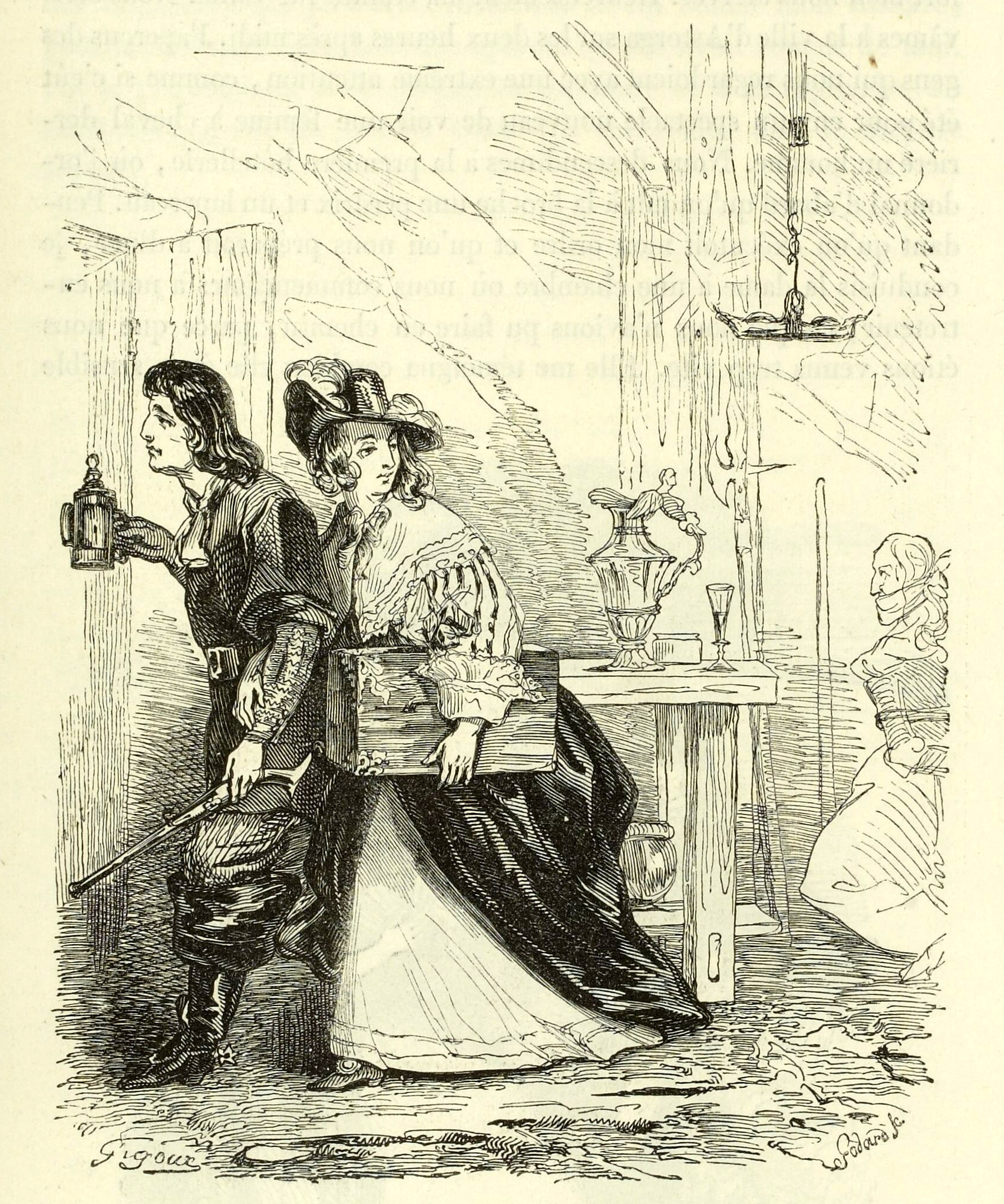
De ontsnapping met dona Mencia de Mosquera
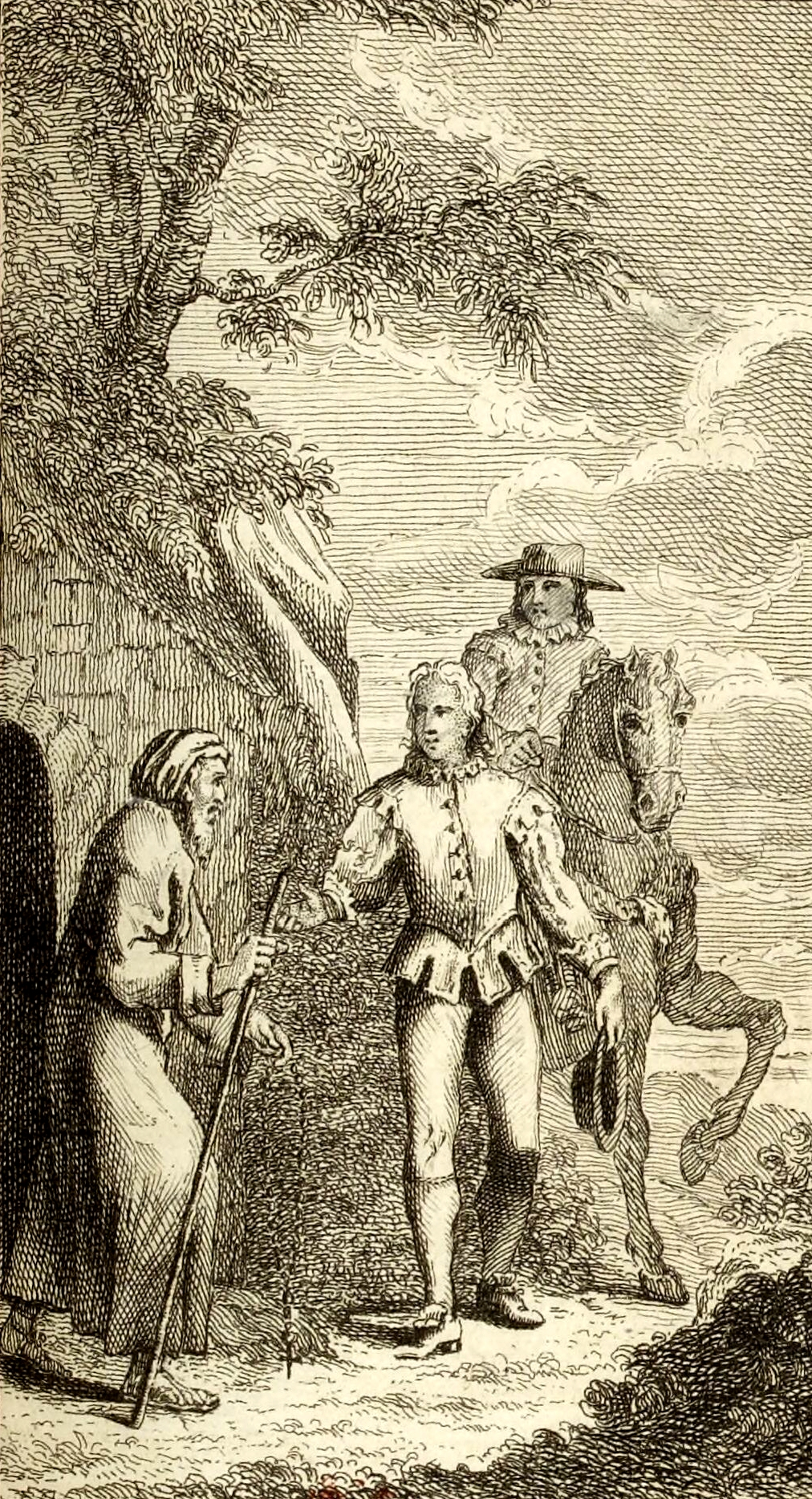
De ontmoeting met de kluizenaar, boek 4 hfst 9
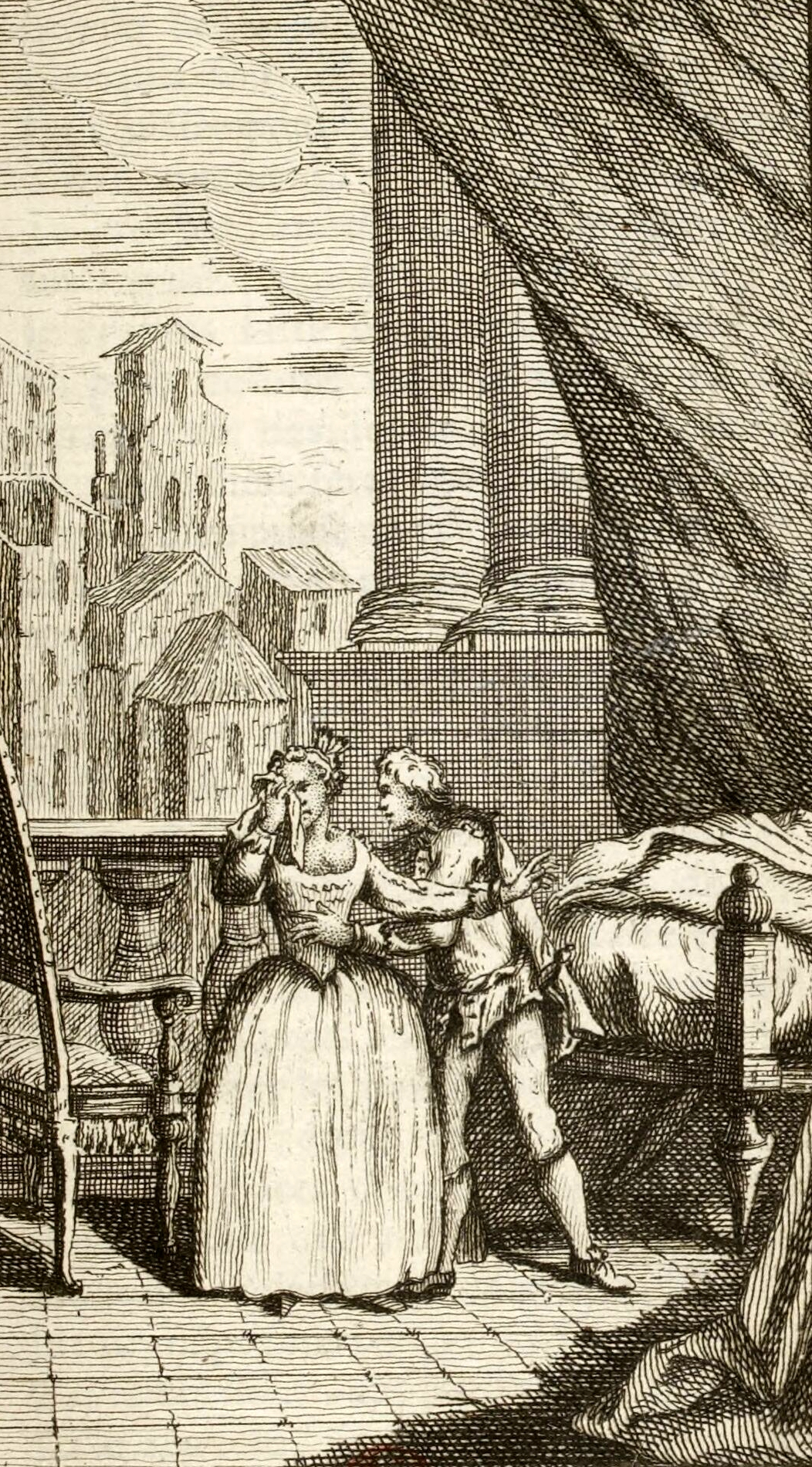
Lorença Séphora, boek 6 hfst 1
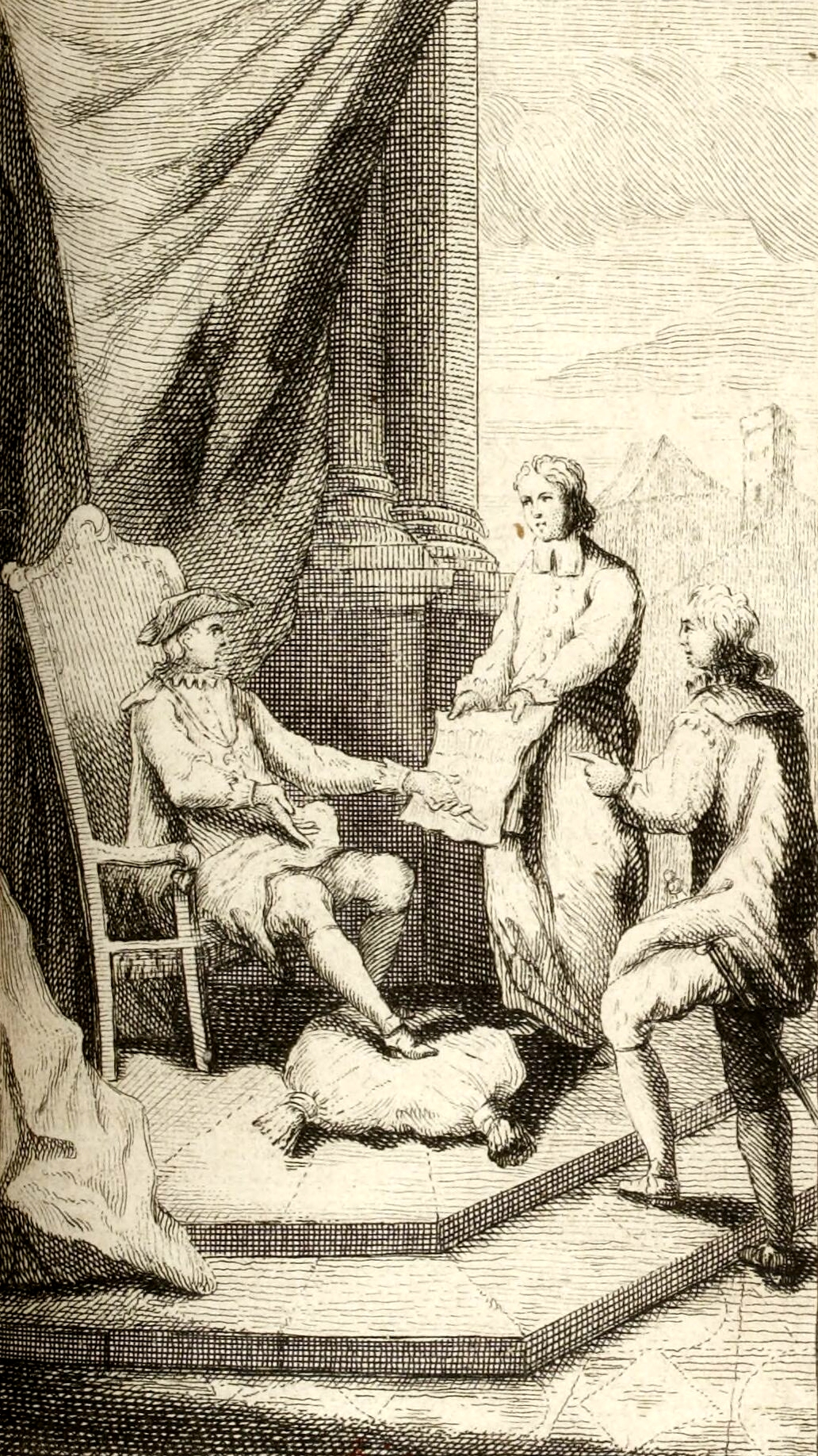
Aan het hof, boek 11 hfst 2

## Trivia
- 1751, De Britse schrijver Edward Moore schreef in 1751 een toneelstuk Gil Blas, het werd opgevoerd in het Theatre Royal.
- 1814, 'Vasili Narezjny schreef de Russische Gil Blas ("Когда Булгарин"), het boek werd gecensureerd, in beslag genomen en verscheen pas in 1938[2]
- 1822, De eerste opera, de première van de opera in 5 bedrijven van John Hamilton Reynolds was op 1 augustus  in het Royal Strand Theatre.
- 1849, "Confessions of Con Cregan: the Irish Gil Blas", Hablot, K. Brown,